# Яноги, Мадлен
Мадлен Фатима Мария Яноги (швед. Madelen Fatimma Maria Janogy; род. 12 ноября 1995, Фальчёпинг, Скараборг) — шведская футболистка, нападающий итальянского клуба «Фиорентина» и сборной Швеции.

## Клубная карьера

### Швеция
Мадлен Яноги начинала свою футбольную карьеру в клубе «Фальчёпинг» из своего родного города, выступавшем тогда во второй по значимости женской лиги Швеции (Элитэттан) в 2010 году. Она забила свой первый гол 24 августа 2011 года в победном матче (3:0) против «Сильса».
В 2014 году Яноги перешла в «Мальбаккен», с которым выиграла Элитэттан в своём первом сезоне в клубе. Она провела следующие два года в первом дивизионе Дамаллсвенскан в составе «Мальбаккена», а после его вылета из лиги в конце 2016 года перешла в «Питео». Яноги стала чемпионом Швеции в 2018 году в его составе, для клуба этот титул стал первым в истории.

### «Вольфсбург»
В декабре 2019 года Яноги подписал полуторагодичный контракт с защитником чемпионов немецкой Бундеслиги «Вольфсбургом».

## Карьера в сборной
Яноги дебютировала в главной женской сборной Швеции 22 января 2019 года, выйдя на замену на 61-й минуте в безголевой ничье против ЮАР. Свой первый международный гол она забила 31 мая 2019 года в товарищеском матче против Южной Кореи, ставший в нём победным и единственным Яноги была включена в состав команды Швеции на чемпионате мира по футболу 2019 года, забив в самой концовке матча против Чили, выйдя на замену на 81-й минуте и своим голом доведя счёт до 2:0. Она провела три игры на мировом первенстве 2019 года, во всех трёх случаях выходя на замену.

## Личная жизнь
Мадлен Яноги родилась и выросла в Фальчёпинге. Её мать — шведка, а отец — выходец из Мали, что делает её первым игроком с африканскими корнями в истории женской шведской сборной. И Мадлен, и её сестра Виктория названы в честь принцесс Шведской королевской семьи.

## Достижения
Мальбаккен
- Элитэттан: 2014

Питео
- Чемпионка Швеции: 2018

Хаммарбю
- Чемпионка Швеции: 2023
- Обладательница Кубка Швеции: 2022/23